# الخطاب بن مرداس
الخطاب بن مرداس المحاربي الفهري القرشي أبو ضرار سيد قريش هو و عبد الله بن جدعان

## سيرته
شارك في حرب الفجار و جهز جيش من كنانة و قريش ضد هوازن و ثقيف وأحلافهم وتمكن هو وابن جدعان و خويلد بن أسد أن يهزمون هوازن و ثقيف و خزاعة في المغمس .
عُرِفت له مناورات في الجاهلية مع عمرو أسعد كرب التبع الحميري اليمني وقائده كعب بن عمران المذحجي و عرفت له مناورات شعرية و قتال سياسي مع الهذليون وكبيرهم أبو كبير الهذلي و في أحد المرات تنازع مع عمرو بن عبد شمس بن قصي على سيادة مكة وكان النصيب للخطاب

## وفاته
توفي بمكة بمنطقة الجعرانة خارج حدود الحرم وذلك كان عام 67 قبل الهجرة وقيل 65 وقيل 70 وقد خلف من الأبناء سعد و ضرار أسلما مع النبي محمد ﷺ و عمرو مات في الجاهلية و قيس مات وهو ابن 6 سنين